# Střevo

Střevo (intestinum, enteron) je nejdelší úsek trávicí trubice. Navazuje na vrátník žaludku a končí řitním otvorem. Je to orgán přizpůsobený trávení a vstřebávání potravy. U některých ryb slouží střevo i k dýchání vzdušného kyslíku.
U savců včetně člověka střevo rozdělujeme na dvě části:
- Tenké střevo (intestinum tenue)
- Tlusté střevo (intestinum crassum)

V tenkém střevě je žaludkem natrávená potrava dále štěpena enzymy slinivky břišní, smíšená se žlučí a vstřebávána sliznicí. V tlustém střevě je resorbována voda a trávenina se zde zahušťuje, vzniklé výkaly jsou pak vylučovány z těla. Zde také žijí symbiotické bakterie, které rozkládají jinak nestravitelné zbytky.
Délka střeva člověka je asi 7 metrů, z toho přes 5 metrů připadá na tenké střevo. Obecně platí, že relativní délka střeva závisí na potravě, u masožravců dosahuje troj až pětinásobku délky těla, u koně desetinásobku, u prasete patnáctinásobku u malých přežvýkavců až dvacetipětinásobku délky těla.
Ve střevech některých druhů ryb, často u dravců se vyskytují tzv. pylorické výběžky, které mají funkci sekrece trávicích enzymů

## Střevo ptáků
I u ptáků rozlišujeme tenké a tlusté střevo. Tlusté střevo ústí do kloaky, společného vyústění trávicí, močové a pohlavní soustavy.

## Střevo u nižších živočichů
Trávicí trubici prakticky všech živočichů, kteří mají oddělený přijímací i vyvrhovací otvor, můžeme nazývat střevem. Funkce takového střeva je stejná, jako u střeva savců – trávit a přijímat živiny z přijaté potravy.